# Okres Sobrance
Der Okres Sobrance ist eine Verwaltungseinheit in der Ostslowakei mit 23.447 Einwohnern (2004) und einer Fläche von 538 km².

## Lage
Historisch gesehen liegt der Bezirk liegt zum größten Teil im ehemaligen Komitat Ung, ein kleiner Teil mit den Ortschaften Ruský Hrabovec, Ruská Bystrá und Inovce gehört zum ehemaligen Komitat Semplin.

## Bevölkerung
| Jahr                | 1994   | 2004    | 2014    | 2024    |
| ------------------- | ------ | ------- | ------- | ------- |
| Anzahl der Personen | 23.742 | 23.447  | 22.765  | 22.195  |
| Unterschied         |        | −1,24 % | −2,90 % | −2,50 % |

| Jahr                | 2023   | 2024    |
| ------------------- | ------ | ------- |
| Anzahl der Personen | 22.226 | 22.195  |
| Unterschied         |        | −0,13 % |

## Städte
- Sobrance (Sobranz)

## Gemeinden
- Baškovce
- Beňatina
- Bežovce
- Blatná Polianka
- Blatné Remety
- Blatné Revištia
- Bunkovce
- Fekišovce
- Hlivištia
- Horňa
- Husák
- Choňkovce
- Inovce
- Jasenov
- Jenkovce
- Kolibabovce
- Koňuš
- Koromľa
- Krčava
- Kristy
- Lekárovce
- Nižná Rybnica
- Nižné Nemecké
- Orechová
- Ostrov
- Petrovce
- Pinkovce
- Podhoroď
- Porostov
- Porúbka
- Priekopa
- Remetské Hámre
- Ruská Bystrá
- Ruskovce
- Ruský Hrabovec
- Sejkov
- Svätuš
- Tašuľa
- Tibava
- Úbrež
- Veľké Revištia
- Vojnatina
- Vyšná Rybnica
- Vyšné Nemecké
- Vyšné Remety
- Záhor

Das Bezirksamt ist in Sobrance.